# Simon Rottmanner

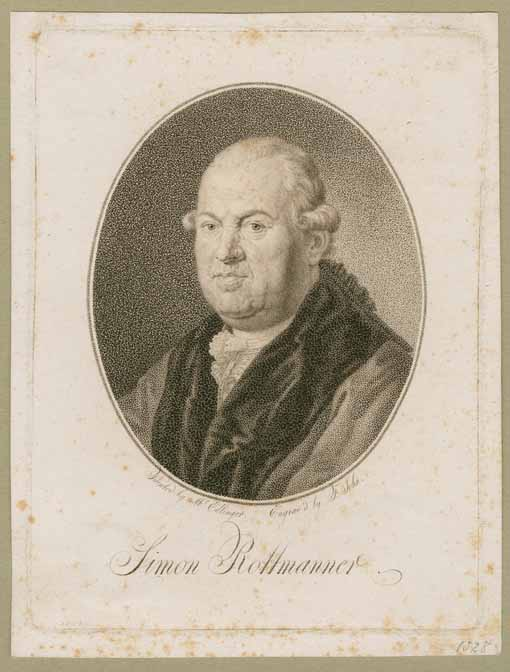
Simon Rottmanner

Simon Rottmanner, Pseudonyme: Theobald Fröhlich, Johann T. zu Schollenberg und Reutha sowie Theophilus Neumann (* 2. Februar 1740 auf dem Rottmann-Hof bei Erding; † 6. September 1813 in Ast) war ein deutscher Jurist, Gutsbesitzer, Agrarreformer und Publizist. Er gilt als Begründer der bayerischen Forstwissenschaft.

## Werdegang
Simon Rottmanner war der älteste Sohn von Georg Lex (1713–1750), einem großen Bauern bei Hörlkofen. Seine Mutter war Maria Singldinger, Kochödl-Tochter von Aufkirchen.
Simon, der später den Hofnamen Rottmanner annimmt, besucht das Lyzeum in Freising. Anschließend belegt er in Freising Vorlesungen in Philosophie und Theologie. Mit 20 Jahren ist er in der Lage, auf die hochspezialisierten theologischen Schriften seines Professors Coelestin Oberndorffer zu antworten. Bald wechselt er an die Landesuniversität Ingolstadt, wo vielseitige, aufgeklärte Lehrer wie Peter von Ickstatt und Johann Georg von Lori anzutreffen sind. Simon schreibt sich für Jura und Kameralwissenschaften ein. Er besucht öffentliche und private Kollegien, die die ganze Staatswissenschaft abdecken, von der Geschichte über römisches und Kirchenrecht bis hin zum Prozessrecht. Die Aufklärung hinterlässt bei dem Studenten bleibende Spuren. Vieles, was bislang selbstverständlich schien, gilt ihm als ungerecht und verkrustet.
1763 erwirbt Rottmanner den akademischen Grad eines Lizentiaten der Rechte. Das anschließende dreijährige Praktikum absolviert er am Landgericht Erding bei Joseph Anton Zwickh. Nach der zweiten juristischen Prüfung wird er 1768 zum Hofgerichtsadvokaten in München ernannt.
Der junge Anwalt fällt Max V. Graf von Preysing-Hohenaschau (1736–1827) auf. Das Oberhaupt eines der damals bedeutendsten bayerischen Adelsgeschlechter, wirbt Rottmanner ab, um ihm die Verwaltung seines Grundbesitzes mit zahlreichen Schlössern und untergebenen Bauern anzuvertrauen. Als dessen Geschäftsführer und Justiziar ist er zuständig für rund 30 Preysing‘sche Hofmarken mit den Geschäftsfeldern Land- und Forstwirtschaft, Bergbau, Eisenverarbeitung und Brauereien. In den Jahren intensiver Reise- und Inspektionstätigkeit kann Rottmanner sein akademisches Wissen in die Praxis umsetzen. Dies gelingt ihm mit großem Erfolg. Seine Vielseitigkeit ist im Forst-, Jagd-, Agrar-, Brau- und Bergwerkswesen gefordert. Die Dienstaufsicht über die weit verstreuten Ländereien der Preysings und eine große Reise entlang des Rheins vertiefen seine Kenntnisse und verschaffen ihm neue Perspektiven. In Hohenaschau ist die Atmosphäre zwanglos, dem klassisch gebildeten Bauernsohn werden auf dem hochadeligen Parkett keine Vorbehalte entgegengebracht und aus dortigen Begegnungen entstehen etliche langlebige Kontakte.
1775 heiratet Rottmanner Barbara Paur, die einer Brauerfamilie aus Isareck entstammt. Das Vermögen, das sie in die Verbindung einbringt, ermöglicht ihm den Erwerb eines Edelsitzes. Damit wird Rottmanner selbst Grundherr über einen Herrensitz und etliche Bauernanwesen. Auch nach dem Schritt in die Selbständigkeit blieb er dem Haus Preysing freundschaftlich und anwaltlich verbunden.

## Leistungen

### Begründung der modernen bayerischen Forstwissenschaft
Erst nach Jahren eigener Praxis erhebt Rottmanner 1778 erstmals öffentlich seine Stimme. Anlass dafür war das Mandat (Verordnung) vom 1. August 1778, eine geplante Verschärfung des Forstrechts, die die Rechte der Bauern weiter drastisch einschränken sollte. Rottmanner beantwortet dies mit einer sarkastischen Streitschrift: Anmerkungen über das baierische Mandat (...). Juristisch fundiert analysiert er die Widersprüche zum geltenden Recht und prangert die Korruption des Oberstjägermeisters an. Es erzürnt ihn, dass Anwälte, die den Bauern helfen Wildschäden geltend zu machen, mit Strafe bedroht werden. Der von Rottmanner kritisierte Jagdkommissar Franz Reisenegger wurde im Laufe der Diskussion wegen der Unterschlagung einer großen Summe verurteilt. Der Oberstjägermeister, der das Mandat in Abwesenheit des Kurfürsten lanciert hatte, erreichte auch die Beschlagnahmung von Rottmanners Streitschrift. Trotzdem fand sie auf inoffiziellen Wegen große Verbreitung und das Mandat wurde zurückgezogen.

#### Hauptwerk:Nothwendige Kenntnisse des Forst- und Jagdwesens
Nach dieser Niederlage veranlasste die Jagdpartei eine Verteidigungsschrift, mit der Rottmanner scharf angegriffen wird. Als Autor tritt Franz Anton von Stubenrauch auf (sog. Rottmanner-Stubenrauch-Kontroverse). Die fragwürdige Qualität dieser Veröffentlichung veranlasste Rottmanner, den Fall grundlegend noch ein Mal aufzurollen. Er schrieb das erste Lehrbuch der Forstwissenschaft in Bayern: „Nothwendige Kenntnisse und Erläuterungen des Forst- und Jagdwesens“. Eine selbständige und umfassende Erläuterung des Waldbaus, die klar und verständlich alle wesentlichen damaligen Erkenntnisse vereint. Vor allem durch dieses fast 700 Seiten starke Fachbuch wurde er zum Begründer der bayerischen Forstwissenschaft. Als Teil der Strömung aufklärerischer Publizistik konnte auch Rottmanners Blick auf den Wald nicht unkritisch ausfallen. Er beurteilte alles stets im Hinblick auf den Nutzen oder Schaden für die Landeskultur und die Missstände waren nicht zu übersehen. Wegen der kritischen Passagen musste das Buch anonym erscheinen.
Die Zensur griff ein. In der Oberlandesregierung und im Hofrat gab es mehrheitlich Sympathien für das Werk. Joseph von Widnmann entwarf einen entsprechenden Bericht. Doch fand ein regierungsinternes Ringen statt und schließlich wurden Rottmanners Nothwendige Kenntnisse auf Intervention des Oberstjägermeisters verboten. Wie umstritten das war, zeigt, dass das Buch anfangs mit dem Vermerk auf der Titelseite gedruckt wurde: „Mit Genehmhaltung des kurfürstlichen Büchercensurkollegiums“.
Der Bücherzensurrat Lorenz von Westenrieder wurde gezwungen, die Werbung für das Buch in seiner Zeitschrift zu widerrufen. Auf diese Weise erhielt Rottmanners Schrift eine Publizität, die sie sonst wohl kaum erreicht hätte.

##### Inhalt
In seinem forstlichen Hauptwerk beleuchtet Rottmanner die damals bekannten Regeln der Waldwirtschaft kritisch anhand eigener Erfahrungen. Er beschreibt ausführlich und systematisch, wie man den Wald planvoll bewirtschaftet und nach der Holzernte die Walderneuerung sicherstellt. Keinesfalls dürfe mehr abgeholzt werden, als im selben Zeitraum nachwachsen kann. Dazu führt der Autor zahlreiche praktische Beispiele an.
In den Nothwendigen Kenntnissen behandelt Rottmanner die unterschiedlichen Böden und nennt jeweils dafür geeignete Baumarten. Er beschreibt den nötigen Dichtstand in der Jugend, die Waldpflege und die jeweiligen Umtriebszeiten für Brenn- und Bauholz. Er merkt an, wie die Durchforstung am sinnvollsten zu bewerkstelligen sei und spricht mögliche Probleme beim Fällen und Rücken des Holzes an. Auch die Bodenschonung bei der Holzernte hält er für erwähnenswert.
Dieses Fachwissen war in Bayern bedeutsam, weil der Höhepunkt der Waldzerstörung im ausgehenden 18. Jahrhundert erreicht war. Ausgeplünderte Wälder und Förster ohne forstliche Ausbildung bestimmten das Bild. Niemand kümmerte sich um die Verjüngung der Wälder. Voraussetzung dafür sind niedrige Wildbestände. Simon Rottmanners Alleinstellungsmerkmal ist, dass er sich nicht scheute, die Übermacht der Jagd, der alle anderen Interessen geopfert wurden, infrage zu stellen. Er erkannte, dass alle Voraussetzungen für eine nachhaltige Waldwirtschaft fehlten. Den schlechten Zustand der bayerischen Forste führte er auf fehlende waldbauliche Sachkunde und veraltete Verwaltungsstrukturen zurück. Ohne diese gravierenden Missstände zu verändern, hätte der Wiederaufbau der Wälder wenig Aussicht auf Erfolg gehabt. Ein grundsätzliches Umsteuern war also nötig. Deshalb entwarf Rottmanner eine Reform der Forstverwaltung und der einschlägigen Gesetzgebung. In den Nothwendigen Kenntnissen forderte er eine Fachausbildung für die bayerischen Förster, skizzierte die Lehrinhalte und machte einen Vorschlag für den Aufbau des Studiums. Neben den forstspezifischen Inhalten sah sein Fächerkanon auch Botanik und Zoologie vor, sowie Bodenchemie, Physik, Mathematik und Forstrecht.
Eine sinnvolle Bewirtschaftung, so sein Standpunkt, würde erst möglich werden, wenn in Bayern die Wälder vermessen und kartiert würden, wenn es gut ausgebildetes Fachpersonal mit einem festen Gehalt gäbe. Um dies zu erreichen, drang er auf die Gründung der ersten Forstakademie in Bayern. Ferner sollten die Nebennutzungen auf sozialverträgliche Weise allmählich reduziert werden. Er begründete, warum Forst und Jagd personell wie institutionell zu trennen seien und die Jagdbehörde der Hofkammer unterstellt werden müsse. Richard Hölzl schreibt: „Die aufsehenerregendsten Ideen für die Forstreform in Bayern stammten von Simon Rottmanner.“
20 Jahre nach dem Erscheinen der Nothwendigen Kenntnisse wurden sie von der Fachwelt als grundlegend betrachtet. Um 1930 wurden sie als Lehrbuch an der Münchener Forstfakultät gelesen. Auch die damalige Bewirtschaftung der bayerischen Staatsforsten basierte auf den Lehren Rottmanners.

#### Forstverwaltungsreform und Forstakademie
Die Initiative Rottmanners war an allen wesentlichen Punkten erkennbar: Bei der Einführung der staatlichen Forstorganisation, bei der Gründung der ersten bayerischen Forstakademie und bei der Formulierung der Lehrinhalte. Damit war der Grundstein für die moderne Forstwissenschaft in Bayern gelegt. Die Umsetzung seiner Ideen nahmen Joseph von Utzschneider und Joseph von Hazzi in die Hand. Eine eigenständige Forstbehörde wurde schließlich eingerichtet. Rottmanners Anliegen, die Entflechtung von Forst- und Jagdwesen, wurde in der Forstreform von 1798 verwirklicht. Dem gingen jahrelange Kämpfe voraus. „Utzschneider organisirte 1789, im kühnen Kampfe wider alle Vorurtheile und das ganze Gefolge der Diana, das Forstwesen“, schrieb Joseph von Hazzi 1803.
„Vollständig wurde das Programm Rottmanners 1789 erfüllt durch die Einteilung Bayerns in 20 Forstmeistereien.“ Hier liegt die eigentliche Geburtsstunde der Bayerischen Forstverwaltung. Das Handbuch der Forstpolitik urteilt, dass dieses Jahr in jeder Beziehung eine Wende darstellt, „die Scheidewand zwischen der alten und der neuen Zeit.“ Hier beginnt die staatliche Forstwirtschaft Bayerns.
Auch die Forderung Rottmanners nach einer Forstakademie wurde erfüllt, allerdings erst nach einem Machtwort des Kurfürsten 1790. Ein Lehrbuch wurde gesucht und der waldbauliche Teil der Nothwendigen Kenntnissen war dafür geeignet. Er wurde jedoch nicht verwendet, die Forststudenten sollten vor kritischem Gedankengut bewahrt werden. Deshalb wurden zwei Mathematiker, Dätzel und Grünberger, beauftragt, ein Forstlehrbuch für die Akademie zu verfassen, weil es angeblich kein geeignetes gab. Es hieß Praktische Anleitung zur Taxirung der Wälder und erhielt zwar die offizielle Genehmigung als Lehrbuch, bestand aber fast nur aus Formeln und Berechnungen. Es fehlte der Waldbau und das Buch war so praxisfern, dass man es kaum für den Unterricht an der Forstakademie verwendet haben konnte. Dätzel entschuldigte später sein eilig verfasstes Buch als bruchstückhaft und unübersichtlich. Er verweist auf die „besseren und größeren Werke“ aus denen die Studenten die Forstwissenschaft zunächst studieren sollten, bevor sie anhand seines Buchs „wiederhollen“ könnten.

### Politische Wirkung als Publizist
Rottmanners Engagement ging weit über den forstlichen und landwirtschaftlichen Rahmen hinaus. Er setzte sich intensiv mit den gesellschaftlichen Problemen und Ungerechtigkeiten seiner Zeit auseinander und beleuchtete gesellschaftspolitische, historische und wirtschaftliche Zusammenhänge. Wegen seines analytischen Blicks auf die gesamte gesellschaftliche Situation formulierte er immer auch politische Forderungen. Als Verfechter der Aufklärung war seine Haltung liberal und immer behielt er die historische Dimension im Auge. In den Zitaten, die er seinen Veröffentlichungen voranstellte, wird seine Einstellung brennglasartig verdichtet deutlich. So führt er Hesiods Worte an: Einst wurden die Könige nur zu einem Zweck gewählt, den Völkern Recht zu sprechen und Ungerechtigkeiten aufzuheben. Ein Voltaire-Zitat leitet seine Abhandlung über die Geschichte der Fronarbeiten der bayerischen Bauern ein: „De nos cailloux frottés il sort des étincelles.“ Gemeint ist: Nur vom Widerspruch und vom Streit der Wissenschaftler profitiert die Allgemeinheit.
Das Allgemeinwohl zu fördern sah er als seine erste Aufgabe. Im Vordergrund standen dabei seine Bemühungen, die Lebens- und Arbeitsverhältnisse der Bauern in Bayern, aber auch in seinem engsten Umfeld zu verbessern. Dem konservativen Adel stand er kritisch gegenüber, er wollte lieber die Rolle der Landesregierung gestärkt sehen. Seine oft deutliche Kritik ist stets durchdrungen von dem Wunsch dem Land zu dienen und Erleichterungen für das Landvolk zu erreichen.
Er legte eine sowohl in mengenmäßiger, als auch in inhaltlicher Hinsicht beeindruckende Reihe von Abhandlungen und Flugschriften vor. Ihn interessierte insbesondere der Ursprung des bäuerlichen Elends und der Unfreiheit der Bauern. Darum studierte er bayerische Landtagsakten aus dem 16. Jahrhundert und fand, dass die Landbevölkerung damals wesentlich mehr Rechte besaß und weniger Abgaben zu tragen hatte. Neben den rechtlich definierten Lasten waren über die Jahrhunderte immer mehr Leistungen ohne jede Rechtsgrundlage hinzugekommen. Im Beytrag zur Geschichte der Frone oder Scharwerk in Baiern führt er aus, Fronarbeiten seien in den Zeiten des Faustrechts eine Gegenleistung der Bauern für den vom bewaffneten Adel gewährten Schutz gewesen, mit der größeren Rechtssicherheit der Neuzeit hätten sie aber ihre Berechtigung verloren.
1798 untersuchte Rottmanner grundherrliche Rechte: In der Vorrede ein verzweifelter Appell an die Herrschenden, doch wenigstens auf kleine Teile ihrer Macht und ihrer überreichen Einkünfte zu verzichten, um der Menschenwürde der armen Stände willen. Andernfalls befürchtete er auch in Bayern eine gewaltsame Revolution, wie sie seit fast zehn Jahren in Frankreich tobte. „Rüttelt nicht das Tier aus dem Schlafe,“ schreibt er „das ihr für einen Esel haltet; Im Erwachen wird es ein wütender Löw, der alles zu Boden wirft und sich unter den Trümmern begräbt.“
Im Jahr 1800 wurden in Regensburg Materialien zu einem künftigen Landtage in Baiern in Druck gegeben. Darin werden den künftigen Abgeordneten dringend 15 neuere Schriften über die bayerische Landesverfassung zur Lektüre empfohlen. Darunter waren vier Veröffentlichungen Rottmanners. Sein Kampf gegen Günstlingswirtschaft und Rechtsbeugung zieht sich wie ein roter Faden durch seine publizistische Arbeit. So insbesondere im Unterricht eines alten Beamten.
In dieser Epoche stürmischer Reformen konnten tiefgreifende machtpolitische Veränderungen erstritten werden. Die Entwicklung ging hin zu einem modernen Demokratieverständnis. Rottmanners aufklärerische Publizistik leistete hierbei einen wichtigen Beitrag. Er beteiligte sich auch rege an der Diskussion um die Verfassungsfrage in Bayern und arbeitete im Geiste Montgelas‘ mit an der Abschaffung des absolutistischen Ständestaates und der Befreiung der Bauern. Noch zu seinen Lebzeiten wurde sein Erfolg deutlich und fast alle seiner Forderungen wurden verwirklicht. Die Zensur wurde 1803 abgeschafft. In der bayerischen Verfassung von 1808, der modernsten in Deutschland, wurde die Gleichheit aller Bürger vor dem Gesetz, die Abschaffung der Leibeigenschaft, die Sicherheit des Eigentums, die Gewissensfreiheit, die Unabhängigkeit der Richter und wichtige beamtenrechtliche Neuerungen festgeschrieben.
Als grundherrlicher Richter hatte Rottmanner Einblick in die Machenschaften der privaten Beamten der konservativen Adelshäuser. Allzu oft wurden die abhängigen Bauern übervorteilt. Korruption und Selbstbereicherung der Amtsträger standen im Mittelpunkt der dreibändigen Satire Unterricht eines alten Beamten an junge Beamte, Kandidaten und Praktikanten. Als Ich-Erzähler gibt Rottmanner angehenden Beamten vorgeblich gute Ratschläge. Dabei mimt er den „geldgierigen, bestechlichen, zynischen, speichelleckenden Hofmarksbeamten, der die abhängigen Bauern einschüchtert, Zwietracht zwischen Herr und Diener sät, Aufsichtsbeamte unmöglich macht und Rechtsbeugung, Betrug und Fälschung wie ein Kartenspiel beherrscht.“

### Agrarreformer
Mit seinem Schrifttum hatte Rottmanner auch den Boden für entscheidende Agrarreformen des 19. Jahrhunderts bereitet. Es galt den Niedergang der Landwirtschaft zu beenden, denn Hungersnöte waren verbreitet und die Sterblichkeit hoch. Die Bevölkerung wuchs schneller als die landwirtschaftlichen Erträge. Rottmanner erkannte, dass die Bauern mehr Freiheit bekommen mussten, um Abhilfe zu schaffen. Die drückenden Umstände mit Fronarbeiten und Naturalabgaben hielten sie im Elend und verhinderten modernere Anbaumethoden. Simon Rottmanner war als Agrarreformer über die Grenzen Bayerns hinaus bekannt. Diese Seite seines Wirkens ist noch nicht ausreichend erforscht.

### Hofmarksherr und Landwirt
Auch auf seinem Herrensitz Ast bei Landshut waren Neuerungen unerlässlich. Als Rottmanner ihn 1774 erwarb, war er durch jahrelange Vernachlässigung heruntergekommen. Nach der gründlichen Sanierung der Gebäude wurden Rottmanners „Untertanen“ mit Handgelübde in die Pflicht genommen. Dann begann er damit, seinen Besitz zum landwirtschaftlichen Mustergut umzugestalten. Die Ökonomie leitete er selbst. Er ließ Streuobstwiesen um das Schloss herum anlegen, Weiden einzäunen und führte die Stallfütterung ein. Es gelang ihm durch rationelle Düngung und Bewässerung, die Erträge an Heu, Obst und Getreide bemerkenswert zu steigern. 1805 verkaufte er einen 15-Zentner-Stier, seine Ochsen waren so groß und schwer geraten, dass er für die Feldarbeit kleinere zukaufen musste. Seine Pferde- und Schafzucht wurde weithin als vorbildlich gerühmt. Zeitgenossen beschrieben seine Landwirtschaft gar als „das non plus ultra in der Oekonomie“.
Mit dem Ziel, die Rückständigkeit der Landwirtschaft zu beseitigen und Ertragssteigerungen zu erreichen, wurde 1810 der „Landwirtschaftliche Verein Bayerns“ gegründet, der Vorläufer des Bayerischen Bauernverbands. Simon Rottmanner war Gründungsmitglied.
Oft wurde er um Rat gefragt. Dann half er mit seinem großen forst- und landwirtschaftlichen Erfahrungsschatz auch den kleinsten Bauern und sparte nicht mit Empfehlungen und praktischen Hinweisen. Unzählige Streitigkeiten befriedete er in seiner Eigenschaft als Richter ohne Prozess. Für den Bau eines Schulhauses setzte er beträchtliches eigenes Vermögen ein. Er spielte eine Vorreiterrolle, wenn es darum ging, Aberglauben entgegenzutreten, so z. B. bei der Einführung des Blitzableiters.
In einer Art Flurbereinigung arrondierte er die eigenen Flächen, wobei er immer die Bedürfnisse der Bauern berücksichtigte. Er praktizierte flache Hierarchien gegenüber seinen Bediensteten, was seine natürliche Autorität noch steigerte. Auch gewährte er ihnen mehr Freizeit als üblich. Das Verhältnis zu seinen Bauern und Taglöhnerfamilien war ausgezeichnet. 1791 waren seine Anstrengungen, die Hofmark Ast und seine sechs bäuerlichen Anwesen vom kirchlichen Zehent loszukaufen, erfolgreich. Mit Abstandszahlungen und Verhandlungen konnte Rottmanner Kriegsfolgen für sein Dorf auf ein erträgliches Maß begrenzen. All das trug dazu bei, dass er und seine Frau im ganzen Umkreis nur „der Herr Vater“ und „die Frau Mutter“ genannt wurden.
Seine Bibliothek umfasste 3300 Bände. Ihr Spektrum reichte von Handschriften, wie dem Rechtsbuch für das bayerische Oberland von 1364, über Drucke des 15. Jahrhunderts bis hin zur zeitgenössischen Sachliteratur. Von der Antike an zog sich eine geschlossene Kette internationaler staats- und wirtschaftswissenschaftlicher Literatur durch seine Bücherregale. Ihre Zusammenstellung zeigt, dass es in seiner Denkweise weder nationale noch konfessionelle Schranken gab.
Die Universität Landshut verlieh Simon Rottmanners für sein Lebenswerk 1802 den Ehrendoktortitel. Es war die erste jemals im deutschen Raum vergebene Ehrenpromotion.

## Familie
Mit seiner Frau Barbara hatte er acht Töchter und zwei Söhne. Franziska heiratete Karl Sebastian Heller von Hellersberg. Therese wurde die Frau von Wilhelm Anton Vogt, Inhaber der Hofmark Vagen, Marianne ehelichte den Landgerichtsarzt Anton Hazzi und Johanna den Juristen Wolfgang von Fernberg. Von den weiteren Töchtern Constantia, Barbara, Josepha und Elisabeth ist nichts bekannt. Der älteste Sohn Karl machte sich schon in jungen Jahren einen Namen als Schriftsteller und Philosoph. Er wurde Mitglied des bayrischen Landtags. Sohn Max wurde Offizier und fiel bei Napoleons Russlandfeldzug an der Beresina.
Simon Rottmanner wurde in Ast begraben. „Die Fluren verdanken ihm ihren Segen, die Unterdrückten ihr Recht, die Unglücklichen ihre Rettung“ dieser Text stand auf seinem Grabstein. Das Grab existiert nicht mehr. Die Inschrift ist jetzt wieder an der Kirche auf einer Gedenktafel zu lesen, die Nachfahren 2006 für ihn angebracht haben.
Weitere Mitglieder der Familie waren der Komponist Eduard Rottmanner (1809–1834), der Dichter Karl Wilhelm Vogt (1810–1874) und Odilo Rottmanner (1841–1907), Bibliothekar und Stiftsprediger der Abtei St. Bonifaz in München.

## Werke
- - 1778 Anmerkungen über das bayerische Mandat, welches in Betreff der Wildschützen, 36 Seiten
  - 1780 Nothwendige Kenntnisse und Erläuterungen des Forst- und Jagdwesens in Baiern, 660 Seiten (Digitalisat)
  - 1883 und 1887 Unterricht eines alten Beamten an junge Beamten, Kandidaten und Praktikanten. 3 Bände, 698 Seiten
  - 1784 Ueber die Unrechtmäßigkeit des kleinen Zehends, 127 Seiten
  - 1794 Abhandlung über die Brache, oder der lateinische Wirth, 127 Seiten
  - 1795 Ofellus rusticus abnormis sapiens crassaque Minerva, 363 Seiten
  - 1796 Ofellus Rusticus oder der Vertheidiger der Brache, 133 Seiten
  - 1797 Sammlung von Beurtheilungen einiger bajerischen politischen Druckschriften, Von einem Zuschauer auf dem Lande, 202 Seiten
  - 1798–1800 Beytrag zur Geschichte der Frone oder Scharwerke, 191 Seiten
  - 1799 Bemerkungen über Laudemial- und andere grundherrliche Rechte, 206 Seiten
  - 1799 Ueber die Schädlichkeit des Bierzwanges und der Nothwirthe in Bayern, 220 Seiten
  - 1801 Ueber Freyheit und Eigenthum der alten baierschen Nation, 86 Seiten
  - 1801 Sendschreiben des hochwohlgebornen Herrn Herrn Magnus, Freyherrn von Herkomman an seinen treuen Diener Magister Theophilus Neumann, 86 Seiten
  - 1801 Unterthänig-gehorsamstes Antwortschreiben von Magister Theophilus Neumann auf das hochgnädige Sendschreiben des Magnus Freiherrn v. Herkomman über die Aufrechthaltung der dermaligen ständischen Privilegien in Baiern, 342 Seiten
  - 1801 Zwey Preisfragen über Gerichtsbarkeit, ?
  - 1802 Bemerkungen über verschiedene Mißbräuche in bürgerlichen Verhältnissen, 217 Seiten
  - 1803 neuester Kultursprozeß, 132 Seiten
  - 1810 Der ergänzte Baierische Ofellus Rustikus, 234 Seiten